# Кубок Англії з футболу 1893—1894
Кубок Англії з футболу 1893—1894 — 23-й розіграш найстарішого футбольного турніру у світі, Кубка виклику Футбольної Асоціації, також відомого як Кубок Англії. Вперше титул здобув Ноттс Каунті.

## Перший раунд
| Дата     | Господарі            | Рахунок | Гості                   |
| -------- | -------------------- | ------- | ----------------------- |
| 27 січня | Ліверпуль            | 3:0     | Грімсбі Таун            |
| 27 січня | Престон Норт-Енд     | 18:0    | Редінг                  |
| 27 січня | Сток                 | 1:0     | Евертон                 |
| 27 січня | Ноттс Каунті         | 1:0     | Бернлі                  |
| 27 січня | Ноттінгем Форест     | 1:0     | Гінор Таун              |
| 27 січня | Астон Вілла          | 4:2     | Вулвергемптон Вондерерз |
| 27 січня | Вест-Бромвіч Альбіон | 2:3     | Блекберн Роверз         |
| 27 січня | Сандерленд           | 3:0     | Аккрінгтон              |
| 27 січня | Дербі Каунті         | 2:0     | Дарвен                  |
| 27 січня | Ньютон-Гіт           | 4:0     | Мідлсбро                |
| 27 січня | Смол Хіт             | 3:4     | Болтон Вондерерз        |
| 27 січня | Лестер Фосс          | 2:1     | Саут Шор                |
| 27 січня | Мідлсбро Айронополіс | 2:1     | Лутон Таун              |
| 27 січня | Вулвіч Арсенал       | 1:2     | Венсдей                 |
| 27 січня | Стокпорт Каунті      | 0:1     | Бертон Вондерерз        |
| 27 січня | Ньюкасл Юнайтед      | 2:0     | Шеффілд Юнайтед         |

## Другий раунд
До другого раунду увійшли переможці першого раунду.
| Дата                   | Господарі        | Рахунок | Гості                |
| ---------------------- | ---------------- | ------- | -------------------- |
| 10 лютого              | Ліверпуль        | 3:2     | Престон Норт-Енд     |
| 10 лютого              | Венсдей          | 1:0     | Сток                 |
| 10 лютого              | Ноттінгем Форест | 2:0     | Мідлсбро Айронополіс |
| 10 лютого              | Ньюкасл Юнайтед  | 1:2     | Болтон Вондерерз     |
| 10 лютого              | Сандерленд       | 2:2     | Астон Вілла          |
| 21 лютого Перегравання | Астон Вілла      | 3:1     | Сандерленд           |
| 10 лютого              | Ньютон-Гіт       | 0:0     | Блекберн Роверз      |
| 17 лютого Перегравання | Блекберн Роверз  | 5:1     | Ньютон-Гіт           |
| 10 лютого              | Лестер Фосс      | 0:0     | Дербі Каунті         |
| 17 лютого Перегравання | Дербі Каунті     | 3:0     | Лестер Фосс          |
| 10 лютого              | Бертон Вондерерз | 1:2     | Ноттс Каунті         |

## Третій раунд
До третього раунду увійшли переможці другого раунду. 
| Дата                   | Господарі        | Рахунок | Гості            |
| ---------------------- | ---------------- | ------- | ---------------- |
| 24 лютого              | Ноттінгем Форест | 1:1     | Ноттс Каунті     |
| 3 березня Перегравання | Ноттс Каунті     | 4:1     | Ноттінгем Форест |
| 24 лютого              | Болтон Вондерерз | 3:0     | Ліверпуль        |
| 24 лютого              | Венсдей          | 3:2     | Астон Вілла      |
| 24 лютого              | Дербі Каунті     | 1:4     | Блекберн Роверз  |

## Півфінали
У півфіналах зіграли команди, що перемогли на попередньому етапі.
| Дата       | Господарі        | Рахунок | Гості           |
| ---------- | ---------------- | ------- | --------------- |
| 10 березня | Ноттс Каунті     | 1:0     | Блекберн Роверз |
| 10 березня | Болтон Вондерерз | 2:1     | Венсдей         |

## Фінал
| 31 березня 1894 |

| Ноттс Каунті                   | 4:1      | Болтон Вондерерз |
| ------------------------------ | -------- | ---------------- |
| Ватсон 18' Логан 29', 67', 70' | Протокол | Кессіді 87'      |

| Гудісон Парк, Ліверпуль Глядачів: 37 000 Арбітр: Ч.Дж.Г'юз |